# 清代蒙古盟部旗列表
本表收入清代蒙古各部落组成的盟、旗。本表的簡表參見此處。

## 概述
清代蒙古分為內屬蒙古與外藩蒙古。內屬蒙古各旗由朝廷任命八旗官員治理，與內地的府、縣無異。外藩蒙古各旗則由當地的世襲札薩克（执政）管理，處於半自治狀態。在外藩蒙古，以若干旗合為一盟，設正、副盟長，掌管會盟事宜，並對各旗札薩克進行監管。清代蒙古的盟是監察機構，並非行政區。
外藩蒙古又按其歸附清朝的先後分為內札薩克蒙古與外札薩克蒙古。內札薩克蒙古（即清朝重新整合的漠南蒙古各旗，位于今內蒙古大部），於天命至康熙初年陸續歸附清朝，不但政治地位較高，還保留了一定的兵權。康熙中期以後陸續歸附的各部稱為外札薩克（包括漠北、青海和新疆的外藩蒙古各旗），無兵權，隸屬於當地的將軍、都統、駐紮大臣（西套蒙古二旗除外）。外札薩克蒙古中的喀爾喀四部及科布多後來成為外蒙古。
有清一代，蒙古地區劃分為盟、旗、佐领，將各遊牧部落納入統一的行政體系之中。明清之際的蒙古原以部落（即元代之投下，音譯為“愛馬”）為單位，部落首領為“部長”（鄂拓克）或“汗”。后金皇太极时代，依照八旗的形式，將蒙古部落編為旗份，划设旗界。随着蒙古诸旗管辖牧地的固定，旗逐渐成为整个蒙古地区的基层行政單位。旗下設“佐领”，即蘇木。清廷在蒙古推行“旗—佐领制度”之后，鄂拓克、爱马组织失去其合法性，被旗、苏木替代。旗的牧地归国家所有，扎萨克只有使用权。扎萨克旗有封建领主制性质，同时是一个军政合一组织。扎萨克是旗的领主，也是国家的官员。扎萨克及其亲族台吉们的属民——“箭丁”是旗的主要成员。扎萨克掌管旗内军政事务，决定摊派和征收赋役，审理刑狱。旗内各级官员由扎萨克任命，这些官员都是扎萨克的阿勒巴图（属民），与扎萨克有主从关系，无薪俸，无偿为其服役办事（提供“阿勒巴”，差役）。扎萨克旗下的苏木也是一级军政合一组织，但不是一级政府，无印信和衙署，无独立行政权力。苏木章京（佐领官员）统辖箭丁；昆都拨什库（骁骑校）统领现役披甲，负责军事及捕盗等治安事务；拨什库（领催）负责统计户丁，摊派、征收赋役。他们都直接对领主扎萨克负责，为其服役。正因为扎萨克旗有分民、封地性质，所以清代后期盟长虽然行使着一级行政长官职责，不能直接干预所属各旗内部事务，盟会（会盟的场地）也无法形成一级政府。
|  |  |  |  |  |  |  |  |  |  |          |    |    |    |    |    |  |  |    |    |    |    | 理藩院 （清末理藩部） |    |  |  |    |    |    |    |    |    |  |  |                    |                    |                    |                    |                    |                    |  |  |  |  |  |  |  |  |  |  |  |  |  |  |  |  |  |  |  |  |  |  |  |  |  |  |
|  |  |  |  |  |  |  |  |  |  |          |    |    |    |    |    |  |  |    |    |    |    |                       |    |  |  |    |    |    |    |    |    |  |  |                    |                    |                    |                    |                    |                    |  |  |  |  |  |  |  |  |  |  |  |  |  |  |  |  |  |  |  |  |  |  |  |  |  |  |
|  |  |  |  |  |  |  |  |  |  |          |    |    |    |    |    |  |  |    |    |    |    |                       |    |  |  |    |    |    |    |    |    |  |  |                    |                    |                    |                    |                    |                    |  |  |  |  |  |  |  |  |  |  |  |  |  |  |  |  |  |  |  |  |  |  |  |  |  |  |
|  |  |  |  |  |  |  |  |  |  | 駐紮大臣 |    |    |    |    |    |  |  |    |    |    |    |                       |    |  |  |    |    |    |    |    |    |  |  |                    |                    |                    |                    |                    |                    |  |  |  |  |  |  |  |  |  |  |  |  |  |  |  |  |  |  |  |  |  |  |  |  |  |  |
|  |  |  |  |  |  |  |  |  |  |          |    |    |    |    |    |  |  |    |    |    |    |                       |    |  |  |    |    |    |    |    |    |  |  |                    |                    |                    |                    |                    |                    |  |  |  |  |  |  |  |  |  |  |  |  |  |  |  |  |  |  |  |  |  |  |  |  |  |  |
|  |  |  |  |  |  |  |  |  |  |          |    |    |    |    |    |  |  |    |    |    |    |                       |    |  |  |    |    |    |    |    |    |  |  |                    |                    |                    |                    |                    |                    |  |  |  |  |  |  |  |  |  |  |  |  |  |  |  |  |  |  |  |  |  |  |  |  |  |  |
|  |  |  |  |  |  |  |  |  |  | 盟       | 盟 | 盟 | 盟 | 盟 | 盟 |  |  |    |    |    |    |                       |    |  |  | 盟 | 盟 | 盟 | 盟 | 盟 | 盟 |  |  |                    |                    |                    |                    |                    |                    |  |  |  |  |  |  |  |  |  |  |  |  |  |  |  |  |  |  |  |  |  |  |  |  |  |  |
|  |  |  |  |  |  |  |  |  |  | 盟       | 盟 | 盟 | 盟 | 盟 | 盟 |  |  |    |    |    |    |                       |    |  |  | 盟 | 盟 | 盟 | 盟 | 盟 | 盟 |  |  |                    |                    |                    |                    |                    |                    |  |  |  |  |  |  |  |  |  |  |  |  |  |  |  |  |  |  |  |  |  |  |  |  |  |  |
|  |  |  |  |  |  |  |  |  |  | 旗       | 旗 | 旗 | 旗 | 旗 | 旗 |  |  | 旗 | 旗 | 旗 | 旗 | 旗                    | 旗 |  |  | 旗 | 旗 | 旗 | 旗 | 旗 | 旗 |  |  | 西套、黑龙江额鲁特 | 西套、黑龙江额鲁特 | 西套、黑龙江额鲁特 | 西套、黑龙江额鲁特 | 西套、黑龙江额鲁特 | 西套、黑龙江额鲁特 |  |  |  |  |  |  |  |  |  |  |  |  |  |  |  |  |  |  |  |  |  |  |  |  |  |  |
|  |  |  |  |  |  |  |  |  |  | 旗       | 旗 | 旗 | 旗 | 旗 | 旗 |  |  | 旗 | 旗 | 旗 | 旗 | 旗                    | 旗 |  |  | 旗 | 旗 | 旗 | 旗 | 旗 | 旗 |  |  | 西套、黑龙江额鲁特 | 西套、黑龙江额鲁特 | 西套、黑龙江额鲁特 | 西套、黑龙江额鲁特 | 西套、黑龙江额鲁特 | 西套、黑龙江额鲁特 |  |  |  |  |  |  |  |  |  |  |  |  |  |  |  |  |  |  |  |  |  |  |  |  |  |  |
|  |  |  |  |  |  |  |  |  |  | 佐       | 佐 | 佐 | 佐 | 佐 | 佐 |  |  | 佐 | 佐 | 佐 | 佐 | 佐                    | 佐 |  |  | 佐 | 佐 | 佐 | 佐 | 佐 | 佐 |  |  | 佐                 | 佐                 | 佐                 | 佐                 | 佐                 | 佐                 |  |  |  |  |  |  |  |  |  |  |  |  |  |  |  |  |  |  |  |  |  |  |  |  |  |  |

## 漠南蒙古各部

### 內札薩克蒙古
简称內札薩克或内蒙古，始於清太宗時編旗。至乾隆初年，共有二十五部，編為五十一旗。乾隆二十八年（1763年），裁撤由歸化城蒙古部落世襲的歸化城都統一職，內屬部落歸化城土默特左右翼二旗遂合二為一，改由綏遠城將軍和下屬副都統管轄。此後，內蒙古二十四部，四十九旗，設六盟，至清末（宣統二年）不改。

#### 哲里木盟
哲里木盟四部，共十旗，會盟於科爾沁右翼中旗境內之哲里木山（今科爾沁右翼中旗境）。
- 科爾沁部六旗。
  - 科爾沁右翼中旗（科爾沁右翼旗），崇德元年（1636年）置[5]，地處大興安嶺南麓科爾沁草原腹地，今屬興安盟管轄。
  - 科爾沁右翼前旗，崇德元年置，今屬興安盟管轄。
  - 科爾沁右翼後旗，崇德元年置，位於今科爾沁右翼前旗東北的額爾格圖蘇木。
  - 科爾沁左翼中旗（科爾沁左翼旗），崇德元年置[6]，今屬通遼市，俗稱達爾罕旗。
  - 科爾沁左翼前旗，崇德元年置，俗稱賓圖郡王旗，今併入通遼市庫倫旗。
  - 科爾沁左翼後旗，順治七年（1650年）置，今屬通遼市，旗府甘旗卡。
- 扎賚特部一旗。
  - 扎賚特旗，順治五年（1648年）置，今屬興安盟管轄。
- 杜爾伯特部一旗，附牧於科爾沁右翼。
  - 杜爾伯特旗，順治五年置，今大慶市杜爾伯特蒙古族自治縣。
- 郭爾羅斯部二旗，附牧於科爾沁左翼。
  - 郭爾羅斯前旗，崇德元年置，今吉林省前郭爾羅斯蒙古族自治縣。
  - 郭爾羅斯後旗，順治五年置，今黑龍江省肇源縣。

#### 卓索圖盟
卓索圖盟二部，共五旗，會盟於土默特右翼旗境內之卓索圖。與昭烏達盟統屬於熱河都統節制。
- 喀喇沁部三旗
  - 喀喇沁右翼旗，崇德元年（1636年）置，今喀喇沁旗。
  - 喀喇沁左翼旗，順治五年（1648年）置，今喀喇沁旗。
  - 喀喇沁中旗，康熙四十四年（1705年）增置，今屬內蒙古自治區赤峰市寧城縣。
- 土默特部二旗，牧地在遼西，與歸化城土默特同源但領域不同。
  - 土默特左翼旗，崇德元年置，今屬遼寧省阜新市阜新縣。
附土默特左翼遊牧之“閒散喀爾喀多羅貝勒”，雖然不是札薩克，但有時也視作一旗，即“唐古特喀爾喀旗”。康熙元年（1662年）由杭愛山來歸[7]，康熙四年（1665年）封多羅貝勒[8]。
  - 土默特右翼旗，順治五年置，今遼寧省朝陽市北票市。

#### 昭烏達盟
昭烏達盟八部，共十一旗，會盟於翁牛特左翼旗境內之昭烏達。與卓索圖盟統屬於熱河都統節制。
- 敖漢部一旗。
  - 敖漢旗，崇德元年（1636年）置，清末宣統三年（1911年）析置敖漢右翼旗，以原敖漢旗為敖漢左翼旗。不在“四十九旗”範圍之內。現為赤峰市轄下敖漢旗。
- 柰曼部一旗。
  - 奈曼旗，崇德元年置，今屬通遼市管轄。
- 巴林部二旗。
  - 巴林右翼旗，順治五年（1648年）置[8]，今赤峰市巴林右旗。
  - 巴林左翼旗，順治五年置[8]，今赤峰市巴林左旗。
- 扎魯特部二旗，今通遼市扎魯特旗。
  - 扎魯特右翼旗，順治五年置[8]。
  - 扎魯特左翼旗，順治五年置[8]。
- 翁牛特部二旗，今赤峰市翁牛特旗。
  - 翁牛特右翼旗，崇德元年置。
  - 翁牛特左翼旗，崇德元年置。
- 阿嚕科爾沁部一旗。
  - 阿嚕科爾沁旗，原置二旗，崇德元年改為一旗，今屬赤峰市轄下。
- 克什克騰部一旗。
  - 克什克騰旗，順治九年（1652年）置，今屬赤峰市轄下。
- 喀爾喀部一旗
  - 喀爾喀左翼旗，其部落原屬外喀爾喀札薩克圖汗部，康熙三年（1664年）內徙，置一旗。今內蒙古自治區奈曼旗東朝古台蘇木。

#### 錫林郭勒盟
錫林郭勒盟五部，共十旗，會盟於阿巴噶左翼旗、阿巴哈納爾左翼旗境內之錫林河。
- 烏珠穆沁部二旗。
  - 烏珠穆沁右翼旗，崇德六年（1641年）置，今西烏珠穆沁旗。
  - 烏珠穆沁左翼旗，順治三年（1646年）置，今東烏珠穆沁旗。
- 阿巴哈納爾部二旗，今錫林浩特市。
  - 阿巴哈納爾左翼旗，康熙四年（1665年）置。
  - 阿巴哈納爾右翼旗，康熙六年（1667年）置。
- 浩齊特部二旗，已併入烏珠穆沁部。
  - 浩齊特左翼旗，順治三年（1646年）置。[9]
  - 浩齊特右翼旗，順治十年（1653年）置。
- 阿巴噶部二旗，今阿巴嘎旗。
  - 阿巴噶右翼旗，崇德六年（1641年）置。
  - 阿巴噶左翼旗，順治八年（1651年）置。
- 蘇尼特部二旗。
  - 蘇尼特左翼旗，崇德六年置[9][10]，今蘇尼特左旗。
  - 蘇尼特右翼旗，崇德七年（1642年）置[9][10]，今蘇尼特右旗。

#### 烏蘭察布盟
烏蘭察布盟四部，共六旗，會盟於四子部落旗境內之烏蘭察布山，受綏遠城將軍節制。
- 四子部落一旗
  - 四子部落旗，崇德元年（1636年）置[9]，今烏蘭察布市四子王旗。
- 茂明安部一旗。
  - 茂明安旗，康熙三年（1664年）置，今屬達爾罕茂明安聯合旗。
- 烏喇特部三旗。
  - 烏喇特前旗，順治五年（1648年）置，今由巴彥淖爾市管轄。
  - 烏喇特中旗，順治五年置，今由巴彥淖爾市管轄。
  - 烏喇特後旗，順治五年置，今由巴彥淖爾市管轄。
- 喀爾喀部一旗
  - 喀爾喀右翼旗，其部落原屬外喀爾喀土謝圖汗部，順治十年（1653年）內徙，置一旗。今屬達爾罕茂明安聯合旗。

#### 伊克昭盟
伊克昭盟一部，共七旗，受綏遠城將軍節制。
- 鄂爾多斯部七旗，順治六年（1649年）編鄂爾多斯部為六旗。乾隆元年（1736年）由鄂爾多斯右翼前旗析置右翼前末旗。
  - 鄂爾多斯左翼中旗，又稱郡王旗，今伊金霍洛旗。
  - 鄂爾多斯左翼前旗，今準格爾旗（「準格爾」在蒙古語中意為「左翼」，與準噶爾部無關）。
  - 鄂爾多斯左翼後旗，今達拉特旗。
  - 鄂爾多斯右翼中旗，今鄂托克旗。
  - 鄂爾多斯右翼前旗，今烏審旗。
  - 鄂爾多斯右翼後旗，今杭錦旗。
  - 鄂爾多斯右翼前末旗，又稱札薩克旗，今併入伊金霍洛旗。

### 歸化城土默特
歸化城土默特，天聰六年（1632年）歸附。天聰九年（1635年）編為左、右翼二旗，置歸化城都統二人，由土默特部蒙古人世襲。康熙三十五年（1696年），改派京官管理，改为内属蒙古。雍正元年（1723年）恢復歸化城都統舊制。乾隆二十八年（1763年），裁撤歸化城都統一職，改由綏遠城將軍直接管轄。由于蒙汉分治，歸化城土默特境内还设歸化城、和林格爾、托克托、清水河、薩拉齊五個直隸廳，管辖境内漢人移民，在行政上同時隸屬於山西省。
- 歸化城土默特右翼，乾隆年间二翼合为一旗
- 歸化城土默特左翼，乾隆年间二翼合为一旗

## 漠北蒙古各部

### 外喀尔喀

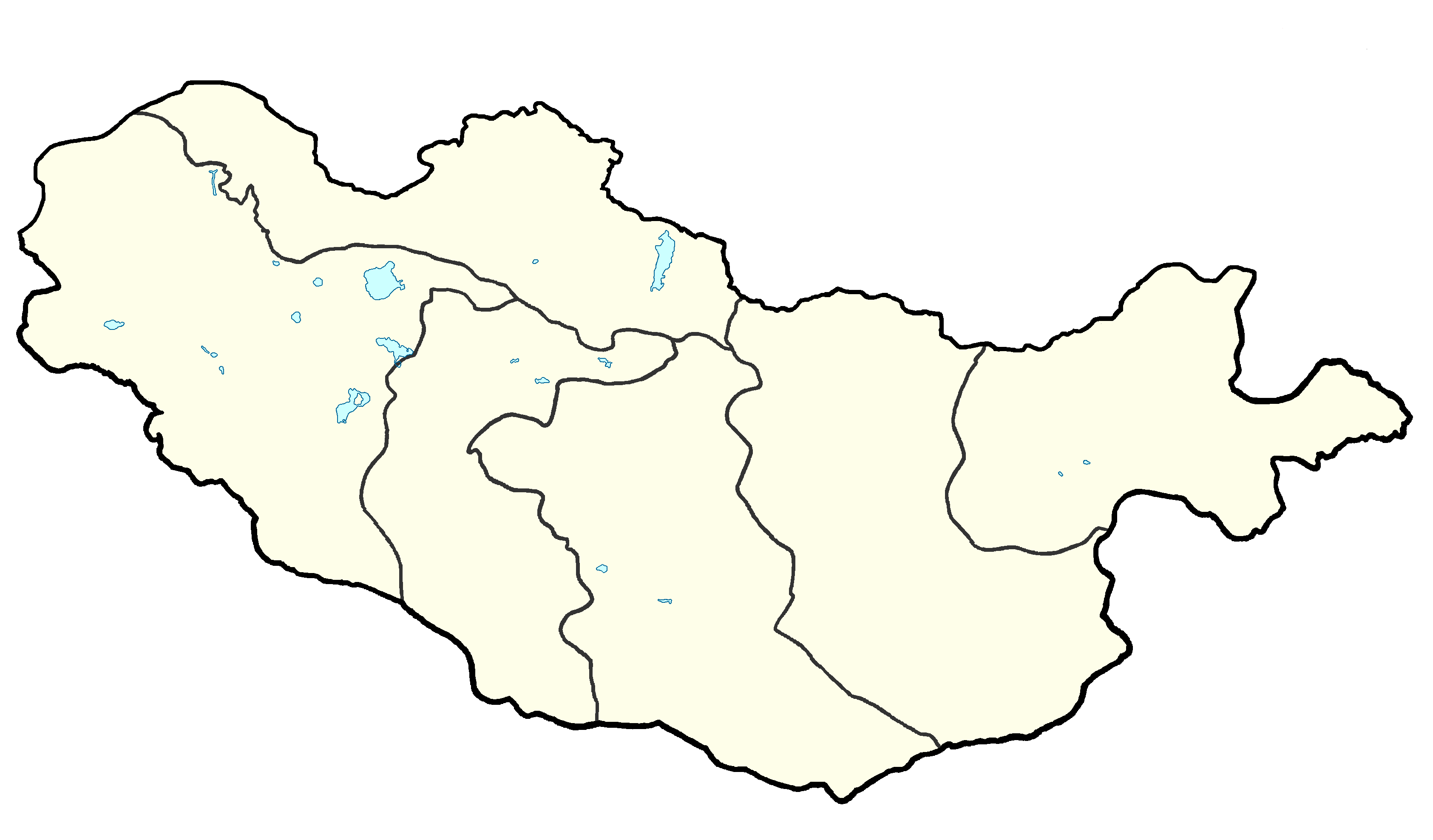
1820年 外蒙古

又稱喀爾喀蒙古、外四盟、外蒙古，以喀爾喀部为主體，包括附牧於喀爾喀的額魯特部和輝特部，不包括科布多和唐努烏梁海。順治十二年（1655年），分喀爾喀三汗所屬部落為八個札薩克，以土謝圖汗察琿多爾濟、墨爾根諾顏索諾木、車臣汗巴布、丹津喇嘛為左翼；以札薩克圖汗諾布爾、和托輝特部琿台吉俄木布額爾德尼之子額璘沁、車臣濟農多爾濟、昆都侖陀音丹巴為右翼。康熙三十年（1691年），準噶爾部噶爾丹入侵喀爾喀，喀爾喀三部潰敗，舉族遷入內蒙古並上表內附。清聖祖於多倫淖爾召見哲布尊丹巴呼圖克圖及三汗，舉行盟會，將其部衆安置於烏珠穆沁、蘇尼特部落之地。乃命理藩院置土謝圖汗部、車臣汗部、札薩克圖汗部，編旗列隊。雍正九年（1731年）分土謝圖汗部置賽音諾顏部，自此漠北外喀爾喀分為四部。乾隆中期以後，土謝圖汗部、車臣汗部隸屬於庫倫辦事大臣；賽音諾顏部、札薩克圖汗部隸屬於烏里雅蘇臺將軍。

#### 喀爾喀後路汗阿林盟
土謝圖汗部，康熙三十年（1691年）置，原為喀爾喀左翼土謝圖汗札薩克旗。次年（1692年）五月，定為喀爾喀北路，編為十七旗：

| - 土謝圖汗部中旗 - 土謝圖汗部左翼中旗 - 土謝圖汗部右翼中旗 - 土謝圖汗部中左旗 - 土謝圖汗部中右旗 - 土謝圖汗部中前旗 | - 土謝圖汗部中後旗 - 土謝圖汗部左翼左旗 - 土謝圖汗部右翼左旗 - 土謝圖汗部左翼右旗 - 土謝圖汗部右翼右旗 - 土謝圖汗部左翼前旗 | - 土謝圖汗部右翼前旗 - 土謝圖汗部左翼後旗 - 土謝圖汗部右翼後旗 - 土謝圖汗部左翼下旗 - 土謝圖汗部右翼下旗 |

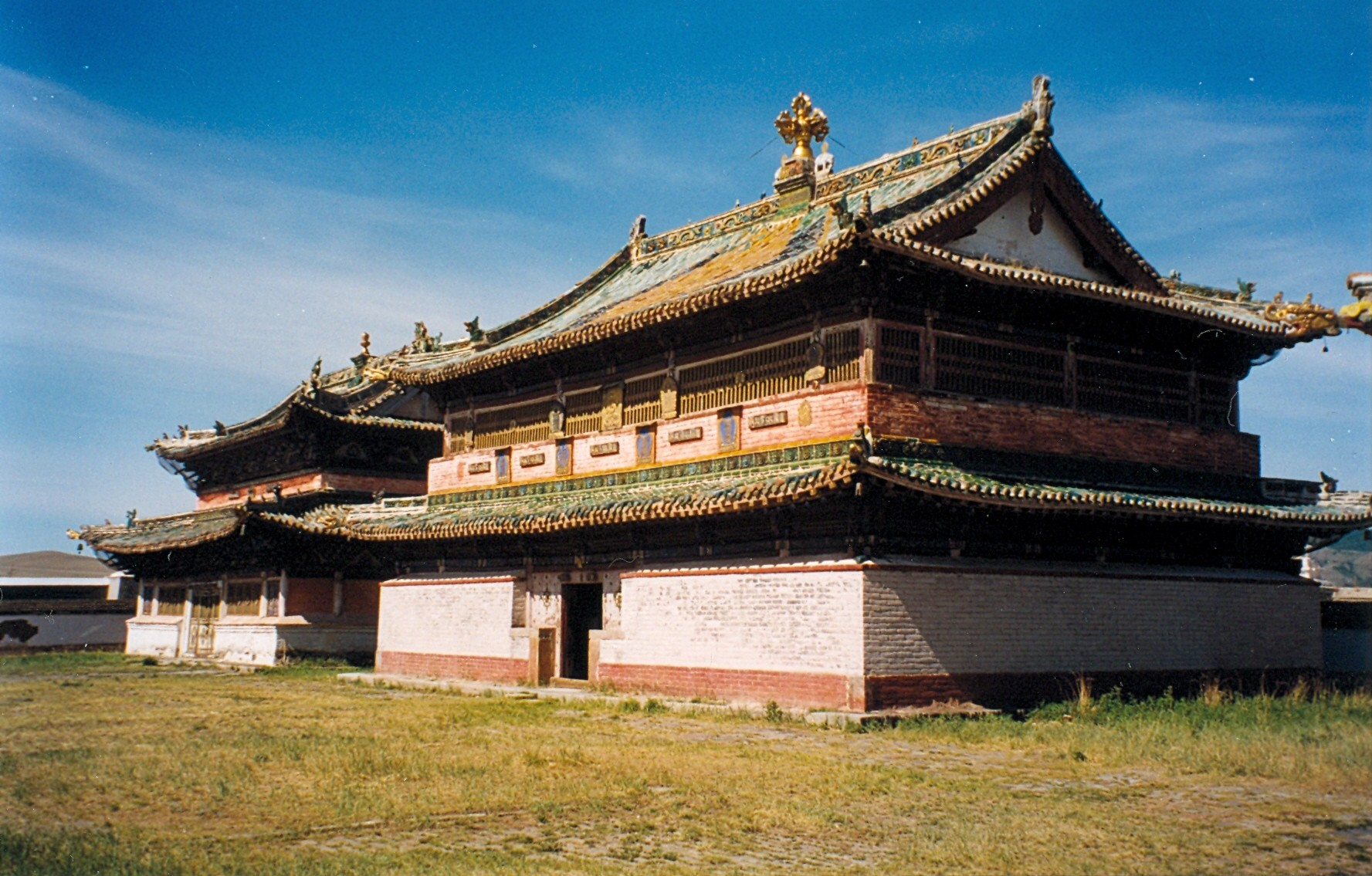
土謝圖汗旗境內的光顯寺（額爾德尼召）

雍正九年（1731年），析土謝圖汗部西十九旗置賽音諾顏部。土謝圖汗部改稱喀爾喀後路。會盟於土拉河以南之汗山（今乌兰巴托南），滿語稱山為“阿林”，故稱汗阿林盟。至乾隆年間分為二十旗：
- 土謝圖汗旗[13]
- 土謝圖汗部右翼左旗
- 土謝圖汗部中右旗
- 土謝圖汗部左翼中旗
- 土謝圖汗部中旗
- 土謝圖汗部左翼前旗
- 土謝圖汗部右翼右旗
- 土謝圖汗部右翼左末旗
- 土謝圖汗部左翼末旗，以上九旗為康熙三十一年（1692年）置
- 土謝圖汗部左翼後旗，康熙三十二年（1693年）置
- 土謝圖汗部中左翼末旗，康熙三十三年（1694年）置
- 土謝圖汗部右翼右末次旗，康熙三十五年（1696年）置
- 土謝圖汗部左翼右末旗，康熙三十六年（1697年）置
- 土謝圖汗部左翼左中末旗，康熙五十年（1711年）置
- 土謝圖汗部中右末旗，康熙五十八年（1719年）置
- 土謝圖汗部中次旗，康熙五十八年置
- 土謝圖汗部右翼左後旗，雍正八年（1730年）置
- 土謝圖汗部右翼右末旗，雍正九年置
- 土謝圖汗部左翼中左旗，雍正十年置
- 土謝圖汗部中左旗，乾隆二十三年（1758年）置

#### 喀爾喀中路齊齊爾里克盟
喀爾喀中路賽音諾顏部，一作三音諾顏部，原隷屬於土謝圖汗部。雍正九年（1731年）因策凌征準噶爾有功，授“大札薩克”。善巴、策凌一族的土謝圖汗部右翼中旗、中左末旗、右翼右後旗、中前旗、中左旗、中末旗、右翼中左旗、右翼末旗、右翼前旗、中後旗、左翼左旗、左翼右旗、左翼左末旗、右翼中末旗、右翼左末旗、右翼中右旗、右翼後旗、中後末旗、中右翼末旗共十九旗由土謝圖汗部析出，置賽音諾顏部。乾隆年間，賽音諾顏部增至二十二旗，與遊牧於此的額魯特部二旗，共二十四旗會盟於齊齊爾里克，稱齊齊爾里克盟。
- 賽音諾顏旗（原土謝圖汗部右翼中旗）
- 賽音諾顏部右翼右後旗
- 賽音諾顏部中左旗
- 賽音諾顏部中前旗
- 賽音諾顏部中末旗
- 賽音諾顏部右翼前旗
- 賽音諾顏部左翼左旗
- 賽音諾顏部右翼末旗
- 賽音諾顏部右翼後旗
- 賽音諾顏部左翼右旗，以上十旗為康熙三十一年（1692年）置
- 賽音諾顏部左翼左末旗，康熙三十五年（1696年）置
- 賽音諾顏部右翼中右旗，康熙三十五年置
- 賽音諾顏部中右翼末旗，康熙三十五年置
- 賽音諾顏部右翼左末旗，康熙三十六年置
- 賽音諾顏部右翼中左旗，康熙四十六年（1707年）置
- 賽音諾顏部中後末旗，康熙四十八年置
- 賽音諾顏部中後旗，康熙五十一年（1712年）置
- 賽音諾顏部右翼中末旗，康熙五十一年置
- 賽音諾顏部中左末旗，康熙六十年（1721年）置，即額駙策凌所領之旗。以上十九旗原屬土謝圖汗部。
- 賽音諾顏部右末旗，乾隆三年（1738年）置
- 賽音諾顏部中右旗，乾隆十六年（1751年）置
- 賽音諾顏部左翼中旗，乾隆二十四年（1759）置[13]

##### 額魯特部二旗
漠北的額魯特部二旗，出自西域準噶爾部，由康熙年間內附的準噶爾部落編成，附牧於土謝圖汗部地界。乾隆二十六年（1762年）由土謝圖汗部改隸賽音諾顏部。
- 額魯特旗，康熙四十四年（1705年）置，封巴圖爾琿臺吉之孫丹濟拉為札薩克輔國公，附土謝圖汗部遊牧。[13]
- 額魯特前旗（額魯特貝子旗、额鲁特後旗），康熙四十一年（1702年）授巴圖爾琿臺吉之從曾孫（丹津之孙）阿喇布坦為札薩克郡王，置一旗，附土謝圖汗部遊牧。雍正四年（1726年）增置一旗，七年（1729年）二旗合併，改称额鲁特後旗。[13]

#### 喀爾喀東路克魯倫巴爾和屯盟
喀爾喀東路車臣汗部，康熙三十年（1691年）置。次年（1692年）編為十二旗。乾隆年間增至二十三旗。該部會盟於克魯倫河巴拉斯城，稱克魯倫巴爾和屯盟。
- 車臣汗部中旗（車臣汗旗）
- 車臣汗部左翼中旗
- 車臣汗部右翼中旗
- 車臣汗部中左旗
- 車臣汗部中右旗
- 車臣汗部中前旗
- 車臣汗部中後旗
- 車臣汗部中下旗（車臣汗部中末旗）
- 車臣汗部左翼前旗
- 車臣汗部左翼後旗
- 車臣汗部右翼前旗（《平定朔漠方略》無此旗）
- 車臣汗部右翼後旗，以上十一旗皆康熙三十一年（1692年）置
- 車臣汗部中末次旗，康熙三十四年（1695年）置
- 車臣汗部中左前旗，康熙三十六年（1697年）置
- 車臣汗部中右後旗，康熙三十六年（1697年）置
- 車臣汗部左翼左旗，康熙四十年（1701年）置
- 車臣汗部左翼右旗，康熙四十年（1701年）置
- 車臣汗部右翼左旗，康熙四十年（1701年）置
- 車臣汗部左翼後末旗，康熙五十年（1711年）置
- 車臣汗部右翼中右旗，康熙五十一年（1712年）置
- 車臣汗部右翼中左旗，康熙五十二年（1713年）置
- 車臣汗部中末右旗，乾隆十四年（1749年）置
- 車臣汗部右翼中前旗，乾隆二十年（1755年）置

#### 喀爾喀西路札克畢拉色欽畢都爾諾爾盟
喀爾喀西路札薩克圖汗部，康熙三十年（1691年）置。次年編為九旗。雍正十年（1732年）因罪削策妄扎布的札薩克圖汗爵位，以其叔之子、右翼左旗札薩克格哷克延丕勒襲札薩克圖汗位，兼管札薩克圖汗旗與右翼左旗，視為一旗。乾隆年間增至十八旗，與所附輝特部一旗，共十九旗，會盟於札克河源頭之畢都爾諾爾，稱札克畢拉色欽畢都爾諾爾盟。
- 札薩克圖汗部中旗（札薩克圖汗旗）
- 札薩克圖汗部左翼左旗[16]
- 札薩克圖汗部左翼右旗（《平定朔漠方略》無此旗）
- 札薩克圖汗部右翼左旗
- 札薩克圖汗部右翼右旗
- 札薩克圖汗部左翼前旗
- 札薩克圖汗部右翼前旗
- 札薩克圖汗部左翼後旗
- 札薩克圖汗部右翼後旗，以上九旗皆康熙三十一年（1692年）置
- 札薩克圖汗部中左翼左旗，康熙三十三年（1694年）置
- 札薩克圖汗部右翼後末旗，康熙三十六年（1697年）置
- 札薩克圖汗部中右翼末次旗，康熙四十八年（1709年）置
- 札薩克圖汗部中右翼末旗，康熙五十三年（1714年）置
- 札薩克圖汗部右翼右末旗，雍正二年（1724年）置
- 札薩克圖汗部左翼後末旗，雍正四年（1726年）置
- 札薩克圖汗部左翼中旗，雍正六年（1728年）置
- 札薩克圖汗部中右翼左旗，乾隆二十年（1755年）置
- 札薩克圖汗部中左翼右旗，乾隆二十一年（1756年）置
- 札薩克圖汗部中左翼末旗，乾隆二十二年（1757年）置

##### 輝特部一旗
漠北的輝特部設一旗，附牧於札薩克圖汗部地界。
- 輝特旗，羅布藏後裔。乾隆三十年（1765年）置，授輝特台吉拉克沁噶喇為札薩克一等臺吉，附札薩克圖汗部遊牧[17]。

### 唐努烏梁海
唐努烏梁海為烏梁海人。原屬喀爾喀右翼和托輝特部札薩克俄木布額爾德尼。唐努烏梁海為內屬部落，五个旗不屬於外喀爾喀部落，余下佐领由乌里雅苏台将军下属各部分属。康熙二十五年（1686年），授俄木布額爾德尼之子額林沁羅卜藏為札薩克，領和托輝特部。乾隆二十一年（1756年），和托輝特貝勒青袞雜卜發動撤驛之變，旋即被平定。乾隆二十二年（1757年）開始將唐努烏梁海編為佐領。乾隆二十七年（1762年）頒“唐努烏梁海四旗總管之印”。凡五旗，四十八佐領，視同蒙古部落。隸屬於烏里雅蘇臺將軍。乾隆三十九年（1765年）至清末，由唐努旗總管兼任唐努烏梁海各旗總管，掌唐努烏梁海四旗總管之印。同治七年（1868年），根據《中俄勘分西北界約記》和《烏里雅蘇臺界約》，原屬克木齊克旗的阿穆哈河流域劃歸俄羅斯。同治十一年（1872年）、光緒二十五年（1900年），清廷先後頒給庫布蘇庫勒諾爾旗、克木齊克旗印信，二旗遂不再由唐努旗總管管轄。
五旗：
- 唐努旗，轄特斯部落。
- 薩拉吉克旗，轄奇木部落。
- 托錦旗，轄托錦部落。
- 庫布蘇庫勒諾爾旗，轄錫爾克騰部落。以上四旗為1757年至1762年之間所置。
- 克木齊克旗，原屬準噶爾。乾隆二十九年（1764年）置。[18]

单独佐领：
- 烏里雅蘇臺將軍直屬烏梁海二十五佐領
- 札薩克圖汗部中左翼末旗所屬烏梁海五佐領
- 賽音諾顏部額魯特贝子旗所屬烏梁海十三佐領
- 哲布尊丹巴呼圖克圖所屬烏梁海五佐領（沙比納爾）[19]

### 科布多

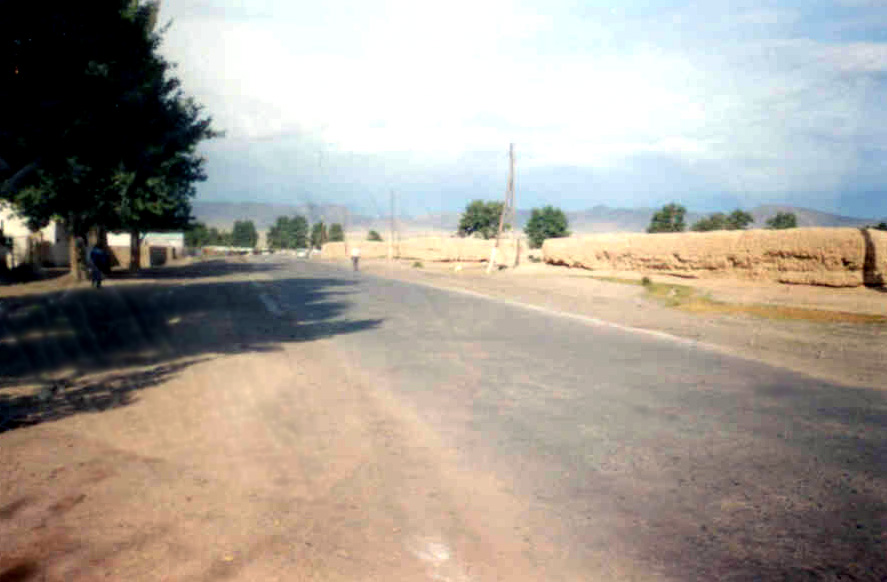
道路右側為科布多參贊大臣衙門遺址

科布多各部統屬於科布多參贊大臣，統轄杜爾伯特部及阿爾泰山一帶各部落。

#### 杜爾伯特部
杜爾伯特部（衛拉特蒙古），乾隆十八年（1753年）內附，次年（1754年）編為十四旗。乾隆二十年（1755年）設左、右兩翼賽音濟雅哈圖盟，會盟之例一如外蒙古。
- 杜爾伯特左翼 十一旗（賽音濟雅哈圖左翼盟）
  - 特古斯庫魯克達賴汗旗（杜爾伯特汗旗）
  - 杜爾伯特左翼中旗
  - 杜爾伯特左翼中左旗
  - 杜爾伯特左翼中前旗
  - 杜爾伯特左翼中後旗
  - 杜爾伯特左翼中上旗
  - 杜爾伯特左翼中下旗
  - 杜爾伯特左翼中前左旗
  - 杜爾伯特左翼中前右旗
  - 杜爾伯特左翼中後左旗
  - 杜爾伯特左翼中後右旗

- 杜爾伯特右翼 三旗（賽音濟雅哈圖右翼盟）
  - 杜爾伯特右翼前旗
  - 杜爾伯特右翼前右旗
  - 杜爾伯特右翼中右旗
- 附 輝特部二旗

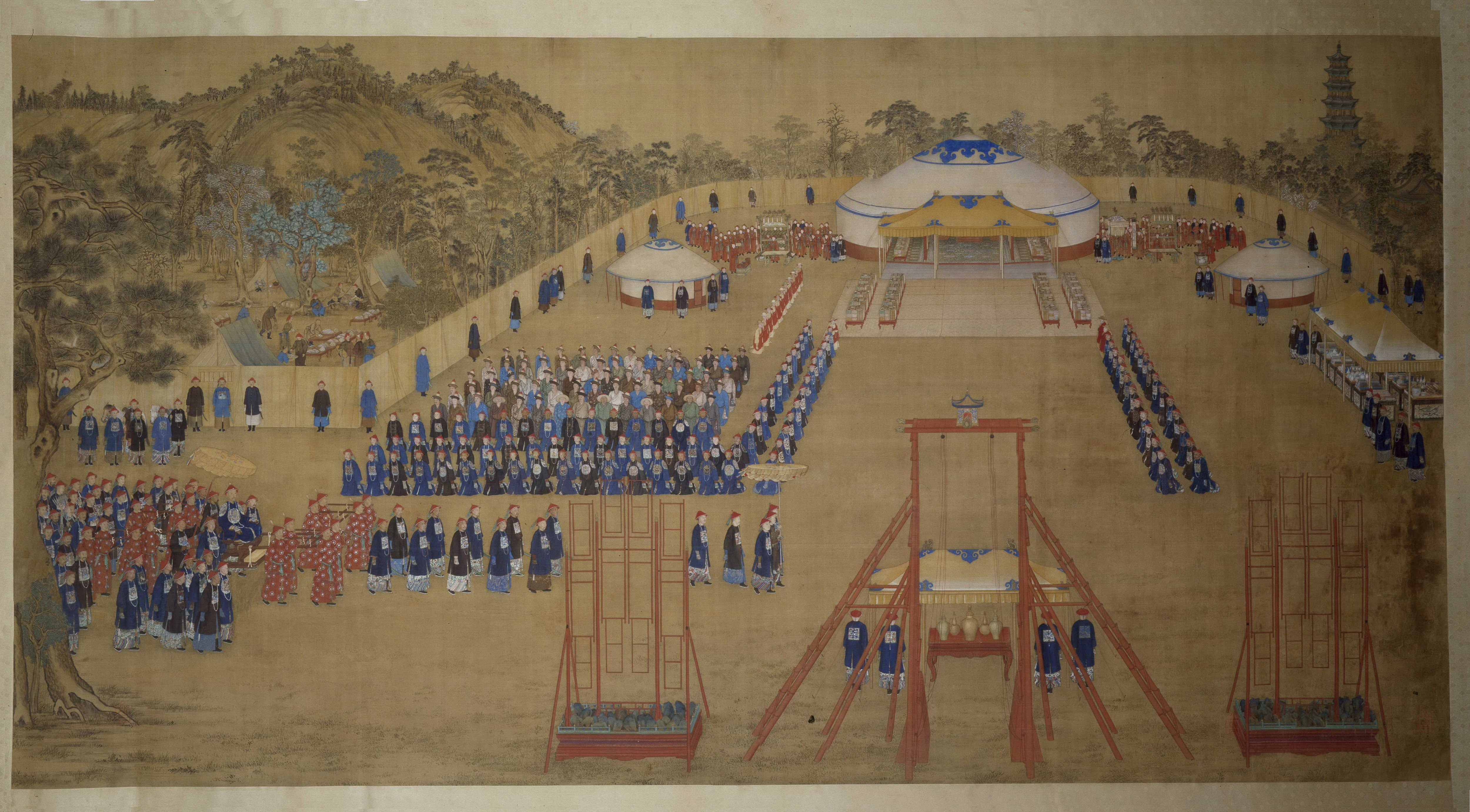
乾隆皇帝在避暑山莊宴請前來歸降的杜爾伯特部首領

  - 輝特下前旗，乾隆二十年（1755年）置，附杜爾伯特左翼遊牧
  - 輝特下後旗，乾隆二十年置，附杜爾伯特右翼遊牧

#### 札哈沁部
- 札哈沁部二旗
  - 札哈沁總管旗，乾隆二十六年（1761年）置
  - 札哈沁三等信勇公旗（札哈沁公旗），乾隆四十三年（1778年）設佐領，嘉慶五年（1800年）增置[20]

#### 科布多額魯特部
- 科布多額魯特部一旗，出自準噶爾部。
  - 額魯特總管旗，乾隆五十七年（1792年）置

#### 明阿特部
- 明阿特部一旗
  - 明阿特旗，原屬札薩克圖汗部中左翼左旗，乾隆三十年（1765年）自為一旗，改隸科布多

#### 阿爾泰烏梁海
- 阿爾泰烏梁海七旗，乾隆十九年（1754年）置[21]。光緒三十二年末（1907年）改屬阿爾泰[22]。
  - 阿爾泰烏梁海左翼副都統旗
  - 阿爾泰烏梁海左翼散秩大臣旗
  - 阿爾泰烏梁海左翼總管旗二
  - 阿爾泰烏梁海右翼散秩大臣旗
  - 阿爾泰烏梁海右翼總管旗二

#### 阿爾泰淖爾烏梁海
- 阿爾泰淖爾烏梁海二旗，乾隆二十二年（1757年）置。同治六年（1867年）割讓予俄羅斯。
  - 阿爾泰淖爾烏梁海總管旗二

#### 新土爾扈特部
- 新土爾扈特部二旗，遊牧於今新疆青河縣、蒙古國科布多省布爾根縣一帶。因臨哈弼察克河（布尔根河支流），又稱“哈弼察克土爾扈特”。乾隆三十六年（1771年）置，次年以其部為青塞特奇勒圖盟。1907年改屬阿爾泰。
  - 新土爾扈特左旗
  - 新土爾扈特右旗

#### 新和碩特部
- 新和碩特部一旗，遊牧於阿爾泰山南路布爾根河一帶（今屬蒙古國科布多省布爾根縣）。原附屬於新土爾扈特左旗，編為半個佐領。乾隆五十七年（1792年）分出，嘉慶元年（1796年）置札薩克旗。1907年改屬阿爾泰。後归属蒙古国。
  - 新和碩特旗

## 青海蒙古各部
青海蒙古各部有時統稱為“青海額魯特”。雍正二年（1724年），平定和碩特台吉羅卜藏丹津叛亂。次年（1725年）編青海蒙古各部為二十七旗，置青海辦事大臣管轄青海地方，並主持蒙古各部會盟，不設盟長。雍正九年（1731年）增置二旗。嘉慶十一年（1816年）裁撤一旗，餘二十八旗。道光三年（1823年）分青海黃河以北之蒙古二十四旗為左、右翼二盟，即青海左翼盟、右翼盟。

### 青海和碩特部
- 和碩特部 二十一旗
  - 和碩特前頭旗
  - 和碩特前左翼頭旗
  - 和碩特北前旗
  - 和碩特北右翼旗
  - 和碩特北左翼旗
  - 和碩特北左末旗
  - 和碩特北右末旗
  - 和碩特上旗
  - 和碩特南左翼次旗，嘉慶十一年（1816年）裁撤[24]
  - 和碩特南左翼中旗，雍正九年（1731年）置
  - 和碩特南左翼後旗
  - 和碩特南左翼末旗
  - 和碩特南右翼中旗
  - 和碩特南右翼後旗
  - 和碩特南右翼末旗
  - 和碩特西前旗
  - 和碩特西後旗
  - 和碩特西左翼後旗
  - 和碩特西右翼後旗
  - 和碩特西右翼中旗
  - 和碩特西右翼前旗

### 青海輝特部
- 輝特部 一旗
  - 輝特南旗

### 青海綽羅斯部
- 綽羅斯部 二旗
  - 綽羅斯北中旗，康熙五十五年（1716年）置[24]
  - 綽羅斯南右翼頭旗

### 青海土爾扈特部
- 土爾扈特部 四旗
  - 土爾扈特西旗
  - 土爾扈特南中旗
  - 土爾扈特南後旗
  - 土爾扈特南前旗，雍正九年（1731年）置[24]

### 青海喀爾喀部
- 喀爾喀部 一旗
  - 喀爾喀南右旗

## 新疆蒙古各部
新疆的蒙古各部落統於伊犁將軍，原不置札薩克旗。乾隆三十六年（1771年），渥巴錫率俄羅斯所屬土爾扈特、和碩特等部歸降。清廷於新疆伊犁、塔爾巴哈臺、喀喇沙爾、庫爾喀喇烏蘇等地劃給牧地，置舊土爾扈特、中路和硕特二部。

### 舊土爾扈特部
舊土爾扈特部十旗，分為南、北、東、西四路，即四路烏訥恩素珠克圖盟。
- 南路烏訥恩素珠克圖盟，統南路舊土爾扈特部四旗，又稱“珠勒都斯土爾扈特”，遊牧於珠勒都斯河流域（今新疆和靜縣北部）一帶。皆為乾隆三十六年（1771年）置。
  - 南路舊土爾扈特旗（卓哩克圖汗旗）
  - 南路舊土爾扈特中旗
  - 南路舊土爾扈特右旗
  - 南路舊土爾扈特左旗
- 北路烏訥恩素珠克圖盟，統北路舊土爾扈特部三旗，又稱“霍博克薩里土爾扈特”，遊牧於霍博克薩里（和布克賽爾縣）一帶。
  - 北路舊土爾扈特旗，乾隆三十六年（1771年）置
  - 北路舊土爾扈特右旗，乾隆四十年（1775年）置
  - 北路舊土爾扈特左旗，乾隆四十年置
- 東路烏訥恩素珠克圖盟，統東路舊土爾扈特部二旗，又稱“濟爾哈朗土爾扈特”，遊牧於新疆巩乃斯河、喀什河流域。皆為乾隆三十六年置。
  - 東路舊土爾扈特右旗
  - 東路舊土爾扈特左旗
- 西路烏訥恩素珠克圖盟，統西路舊土爾扈特部一旗，又稱“精土爾扈特”、“晶河土爾扈特”，遊牧於晶河（今精河）一帶。
  - 西路舊土爾扈特旗，乾隆三十六年（1771年）置

### 中路和碩特部
- 中路和碩特部四旗，自為一盟，稱巴圖塞特奇勒圖盟。遊牧於今新疆和靜縣一帶。
  - 中路和碩特中旗，乾隆三十六年置
  - 中路和碩特中右旗，乾隆三十六年置
  - 中路和碩特中左旗，乾隆四十年（1775年）置
  - 中路和碩特多羅貝勒旗，乾隆三十八年（1773年）置，嘉慶二年（1797年）裁撤[25]

## 蒙古各遊牧喇嘛部落
- 錫哷圖庫倫札薩克喇嘛，於盛京法庫邊外（今庫倫旗一帶）遊牧，視為一喇嘛旗
- 察漢諾門罕札薩克喇嘛，附青海蒙古遊牧，視為一喇嘛旗
- 哲布尊丹巴呼圖克圖，附喀爾喀土謝圖汗部遊牧
- 額爾德尼班第達呼圖克圖，附喀爾喀賽音諾顏部遊牧
- 札牙班第達呼圖克圖，附喀爾喀賽音諾顏部遊牧
- 青蘇珠克圖諾門罕，附喀爾喀賽音諾顏部遊牧
- 那魯班禪呼圖克圖，附喀爾喀札薩克圖汗部遊牧

## 直属理藩院

### 西套蒙古
西套蒙古二旗，又稱套西二旗，不設盟。直属理藩院。
- 阿拉善厄魯特旗，原屬和碩特部，康熙三十六年（1697年）置，今阿拉善左、右旗。
- 額濟納土爾扈特旗，乾隆十八年（1753年）置，今內蒙古額濟納旗及阿拉善右旗西北。

### 黑龍江蒙古部落
黑龍江蒙古額魯特部由西北地區遷入，統屬於黑龍江將軍節制。直属理藩院。
- 依克明安旗，黑龍江額魯特部一旗，出自準噶爾部，由新疆徙至黑龍江遊牧。

## 八旗系统内

### 八旗察哈爾
- 察哈爾旗：後金滅察哈爾部後，封林丹汗之子額爾克孔果爾·額哲為貝勒，後晉爵和碩親王，其所部被安置於義州（今遼寧義縣一帶）。崇德元年（1636年）編為旗。至於原察哈爾部總共被編為幾旗、是否為札薩克旗，則無定論，有一旗、四旗、八旗之說[26]。康熙年间废除。

- 八旗察哈爾：康熙十四年（1675年），額哲之孫布爾尼起兵反叛，兩個月後敗亡，察哈爾汗族遂絕嗣。此後朝廷將察哈爾部眾編入八旗蒙古，各旗設總管，遊牧于宣化、大同邊外。乾隆以前，八旗察哈爾屬於在京八旗，只是不駐防內地，而是遊牧於口外，稱為“八旗遊牧察哈爾”（意為八旗在察哈爾遊牧者）。其牧地“東至克什克騰界，西至歸化城土默特界，南至太僕寺牧厰及山西邊界，北至蘇尼特及四子部落界”[27]，屬於八旗蒙古所有，不是自己的領地。乾隆二十六年（1761年），置察哈爾都統統轄八旗察哈爾，不再隸屬於京旗。乾隆二十年至二十四年間，朝廷征調部分八旗察哈爾兵丁征戍伊犁，成為伊犁察哈爾八旗。到了乾隆後期，編入八旗察哈爾的外來兵丁人口已經超過察哈爾本部人口，有來自茂明安、巴爾虎、蘇尼特、喀爾喀、準噶爾、土爾扈特等部的流散人口。其中以來自準噶爾部的人口（如達什達瓦屬部）最多。
  - 鑲黃旗察哈爾
  - 正黃旗察哈爾
  - 鑲紅旗察哈爾
  - 正紅旗察哈爾
  - 鑲白旗察哈爾
  - 正白旗察哈爾
  - 鑲藍旗察哈爾
  - 正藍旗察哈爾

### 黑龍江呼倫貝爾駐防各旗
隸屬于呼倫貝爾副都統管轄之駐防八旗。
- 呼倫貝爾駐防巴爾虎部，原屬喀爾喀車臣汗部，康熙二十七年（1688年）之後漸次遷至黑龍江境內。
  - 陳巴爾虎屬索伦八旗，雍正十年（1732年）置，駐防於呼倫貝爾城北。
    - 正藍旗索倫
    - 鑲白旗索倫

  - 新巴爾虎八旗，雍正十三年（1735年）置，駐防於呼倫湖、貝爾湖一帶。隸屬于呼倫貝爾副都統。左右两翼各設總管一員。各旗設副總管一員，不設總管。
    - 鑲黃旗新巴爾虎
    - 正黃旗新巴爾虎
    - 正藍旗新巴爾虎
    - 鑲白旗新巴爾虎
    - 鑲藍旗新巴爾虎
    - 正紅旗新巴爾虎
    - 鑲紅旗新巴爾虎
    - 正白旗新巴爾虎

- 額魯特一旗，原為準噶爾丹津之孙阿喇布坦屬部額魯特前旗之二佐領，遊牧於喀爾喀賽音諾顏部推河（今蒙古国巴彦洪戈尔省图音河）一帶。雍正十年（1732年）徙牧於喀爾喀河東，该旗也称为额鲁特镶黄旗，俗称为“陈额鲁特”。駐防於呼倫貝爾城南。
  - 額魯特旗内佐领，原屬科布多杜爾伯特部，乾隆二十二年（1757年）由二等台吉博東齊、布圖庫率領從額爾齊斯河流域徙牧呼倫貝爾，編入駐防額魯特旗，也称为“新额鲁特”，並未像其他部落一樣單獨編旗[28]。

### 新疆駐防八旗
新疆伊犁所屬察哈爾、額魯特，乾隆三十二年（1767年）各定為左右翼，隸屬于八旗。左右翼各置總管一人，統屬於伊犁將軍。乾隆四十二年（1777年）定塔爾巴哈臺所屬額魯特部為十佐領。
- 伊犁駐防（八旗察哈爾）
  - 左翼四旗：鑲黃旗、正白旗、鑲白旗、正藍旗
  - 右翼四旗：正黃旗、鑲藍旗、正紅旗、鑲紅旗
- 伊犁額魯特營（八旗蒙古）
  - 左翼上三旗：正黃旗、鑲黃旗、正白旗
  - 右翼下五旗：鑲白旗、正藍旗、鑲藍旗、正紅旗、鑲紅旗
- 塔爾巴哈臺額魯特十佐領（八旗蒙古）

### 西藏达木蒙古
西藏境內和碩特蒙古部落由駐藏大臣管轄，内属蒙古。
- 達木蒙古八旗，原屬和碩特部。置佐領八人，不設總管，直屬於駐藏大臣。

### 引用
1. ↑  达力扎布.  (PDF). 《清史研究》. 2023年5月, (第3期)  [2024-08-09]. （原始内容存档 (PDF)于2024-06-20）.
2. ↑  嘉慶《一統志》外藩蒙古統部：“蓋奉正朔、隸版圖者，部落二十有五，為旗五十有一。”
3. ↑  光緒《會典事例》卷九百七十六理藩院設官內蒙古部落官制
4. ↑  嘉慶《一統志》歸化城土默特
5. ↑  內蒙古各旗建置年代多無明確記載。以下置旗年份，除另注明者外，以嘉慶《大清一統志》所載授世襲札薩克並掌旗時間為準。
6. ↑  據《清史稿》藩部傳。光緒《會典事例》云崇德九年（1642年）封札薩克，疑“元年”誤作“九年”。
7. ↑  《清史稿》地理志
8. 1 2 3 4 5  光緒《會典事例》卷九百六十七理藩院封爵內札薩克一
9. 1 2 3 4  光緒《會典事例》卷九百六十八理藩院封爵內札薩克二
10. 1 2 3  《清史稿》藩部傳
11. ↑  光緒《會典事例》卷九百六十三理藩院疆理
12. ↑  《平定朔漠方略》卷十二
13. 1 2 3 4 5  以下置年見光緒《會典事例》卷九百六十九理藩院封爵外札薩克一
14. ↑  《平定朔漠方略》卷十二載車臣汗部編為十一旗，無右翼前旗，據光緒《會典事例》卷九百七十及嘉慶《一統志》補出。
15. ↑  《平定朔漠方略》卷十二載八旗，無左翼右旗。據光緒《會典事例》卷九百七十及嘉慶《一統志》補出
16. ↑  《平定朔漠方略》：“扎薩克郡王色稜阿海管西路左翼左軍事。”光緒《會典事例》載，乾隆二十一年始置札薩克。
17. ↑  光緒《會典事例》卷九百七十理藩院封爵外札薩克二
18. ↑  樊明方，《清朝對唐努烏梁海地區的管轄》，載於《中國邊疆史地研究》1996年第2期
19. ↑  以上見嘉慶《一統志》烏里雅蘇台統部
20. ↑  《清史稿》藩部傳。嘉慶《一統志》、《中國歷史地圖集》失載此旗。
21. ↑  光緒《會典事例》卷九百七十六理藩院設官
22. ↑  《清史稿》卷五百二十四藩部傳七：“十二月，是部七旗劃隸阿爾泰。”
23. ↑  光緒《會典事例》卷九百八十三理藩院會盟
24. 1 2 3  光緒《會典事例》卷九百七十一理藩院封爵外札薩克三
25. ↑  光緒《會典事例》卷九百七十二理藩院封爵外札薩克四
26. ↑  《清代藩部研究》，133頁
27. ↑  《清朝通志》卷三十一地理略
28. ↑  佟佳江. . 中华书局. 2013: 186. ISBN 9787101092974.
29. ↑  光緒《會典事例》卷九百七十七理藩院設官